# Dinarthrum stellatum
Dinarthrum stellatum är en nattsländeart som beskrevs av Ito 1984. Dinarthrum stellatum ingår i släktet Dinarthrum och familjen kantrörsnattsländor. Inga underarter finns listade i Catalogue of Life.